# ده زیار
ده زیار، روستایی است از توابع بخش چترود شهرستان کرمان در استان کرمان ایران.
روستای ده زیار کرمان،جزء روستاهای قدیم استان کرمان هست.سابقه تاریخی آن به ۱۵۰۰سال می رسد،این روستا بازمانده شهر تاریخی ویران شده# جنزرود می باشد،بعد از زلزله ویران گر در قرن سوم یا چهارم هجری شهر جنزرود به کلی ویران گردید و بازماندگان زلزله با تعمیر و لایروبی قنات ها و چشمه های تخریب شده،دهکده های کوچکی بوجود آوردند که یکی از آنان ده زیار بود،شخصی زرتشتی به اسم زیار اقدام به بازسازی و تعمیر قنات قسمت شرقی شهر جنزرود نمود،این قسمت شامل،آتشکده،آب انبار و قبرستان تاریخی شهر بود،بعضی تاریخدانان قسمت حاکم نشین شهر را حدس می زدند،به مرور زمان با آباد شدن قنات و رونق این دهکده،جمعیت آن به مرور زیاد گردید و به دلیل قرار گرفتن در مسیر کاروان های تجارتی خراسان،گرگان،بندرعباس و.... رونق زیادی گرفت و جمعیت آن بیشتر گردید.
این روستا در طول تاریخ حوادث بسیاری را به خود دیده هست.یکی از این حوادث حمله اشرار و راهزنان بلوچ در دوران صفویه است. زلزله های مختلف تاریخی هم در روستا تاثیر زیادی در بافت جمعیتی آن داشته است.به طوری که این روستا بعد از زلزله ها بارها بازسازی و تغییرات جمعیتی داشته است.امروزه ده زیار به روستای تعزیه و خاستگاه تعزیه ایران معروف است.

## جمعیت
این روستا در دهستان کویرات قرار داشته و براساس آخرین سرشماری مرکز آمار ایران که در سال ۱۳۸۵ صورت گرفته، جمعیت آن حدود ۳۰۰۰ نفر (۶۰۰خانوار) بوده‌است.